# Sklabiňa
Sklabiňa és un poble i municipi d'Eslovàquia que es troba a la regió de Žilina, al centre-nord del país. El 2011 tenia 600 habitants.

## Demografia
| Godina             | 1994 | 2004   | 2014   | 2024   |
| ------------------ | ---- | ------ | ------ | ------ |
| Nombre de persones | 584  | 608    | 634    | 644    |
| Diferència         |      | +4,10% | +4,27% | +1,57% |

| Godina             | 2023 | 2024   |
| ------------------ | ---- | ------ |
| Nombre de persones | 642  | 644    |
| Diferència         |      | +0,31% |